# Leo Amberg
Léo Amberg (Ballwil, 23 de marzo de 1912 - Oberriet, 18 de septiembre de 1999) fue un ciclista suizo que fue profesional entre 1934 y 1947. A lo largo de su carrera deportiva consiguió 18 victorias, entre ellas una etapa del Tour de Francia, una del Giro de Italia y dos campeonatos nacionales en ruta.

## Palmarés
1937
- Campeonato de Suiza en Ruta
- Campeonato de Zúrich
- 2 etapas en el Tour de Francia
- 3 etapas de la Vuelta a Suiza

1938
- Campeonato de Suiza en Ruta
- 1 etapa en el Giro de Italia
- 3º en el Campeonato Mundial en Ruta

1939
- 1 etapa en la Vuelta a Alemania

1947
- 1 etapa en el Tour de Romandía

## Resultados en las Grandes Vueltas
| Carrera         | 1934 | 1935 | 1936 | 1937 | 1938 | 1939 | 1940 | 1941 | 1942 | 1943 | 1944 | 1945 | 1946 | 1947 |
| --------------- | ---- | ---- | ---- | ---- | ---- | ---- | ---- | ---- | ---- | ---- | ---- | ---- | ---- | ---- |
| Giro de Italia  | -    | -    | -    | 13º  | 32.º | -    | -    | X    | X    | X    | X    | X    | -    | -    |
| Tour de Francia | -    | 24º  | 8º   | 3.º  | -    | -    | X    | X    | X    | X    | X    | X    | X    | Ab.  |
| Vuelta a España | X    | 12º  | -    | X    | X    | X    | X    | -    | -    | X    | X    | -    | -    | -    |
| Mundial en Ruta | -    | 5º   | -    | -    | 3.º  | X    | X    | X    | X    | X    | X    | X    | -    | -    |

-: No participa

Ab.: Abandono

X: Ediciones no celebradas